# IC 3614
IC 3614 ist eine irreguläre Galaxie vom Hubble-Typ I? im Sternbild Coma Berenices am Nordsternhimmel. Sie ist schätzungsweise 348 Millionen Lichtjahre von der Milchstraße entfernt.
Das Objekt wurde am 23. März 1903 von Max Wolf entdeckt.